# كأس الاتحاد الإنجليزي 1957–58
كأس الاتحاد الإنجليزي 1957–58 (بالإنجليزية: 1957–58 FA Cup)‏ هو الموسم 77 من  كأس الاتحاد الإنجليزي. أقيم خلال الفترة 7 سبتمبر 1957 وحتى 3 مايو 1958، والذي يشرف على تنظيمه الاتحاد الإنجليزي لكرة القدم، وفاز فيه بولتون واندررز.